# 剛志站
剛志站（日语：／ Gōshi eki */?）是一個位於群馬縣伊勢崎市境保泉，屬於東武鐵道伊勢崎線的鐵路車站。車站編號是TI 23。

## 歷史
- 1910年（明治43年）3月27日 - 開業。
- 1973年（昭和48年）9月1日 - 車站無人化，成為簡易委託站。
- 2006年（平成18年）3月18日 - 太田～伊勢崎間開始單人運轉。
- 2008年]（平成20年）春 - 新站房啟用。
- 2013年（平成25年）3月16日 - 改點。非特急列車延駛至館林站。

## 車站結構
側式月台2面2線的地面車站。現為簡易委託站，可在站前商店購買近距離乘車券。站房在線路北側，月台間有天橋連絡。2008年（平成20年）春天在舊站房東側新建站房。站房內有PASMO對應簡易驗票機、乘車站證明書發行機、廁所。

### 月台配置
| 月台 | 路線     | 方向 | 目的地                                                         |
| ---- | -------- | ---- | -------------------------------------------------------------- |
| 1    | 伊勢崎線 | 上行 | 太田、足利市、館林、 東武晴空塔線 北千住、東京晴空塔、淺草方向 |
| 2    | 伊勢崎線 | 下行 | 伊勢崎方向                                                     |

## 使用情況
2018年度1日平均上下車人次為1,469人。近年1日平均上下車人次的推移如下表｡
| 年度               | 1日平均上下車人次 |
| ------------------ | ----------------- |
| 2000年（平成12年） | 731               |
| 2001年（平成13年） | 717               |
| 2002年（平成14年） | 662               |
| 2003年（平成15年） | 728               |
| 2004年（平成16年） | 727               |
| 2005年（平成17年） | 861               |
| 2006年（平成18年） | 877               |
| 2007年（平成19年） | 936               |
| 2008年（平成20年） | 974               |
| 2009年（平成21年） | 974               |
| 2010年（平成22年） | 1,004             |
| 2011年（平成23年） | 1,086             |
| 2012年（平成24年） | 1,178             |
| 2013年（平成25年） | 1,302             |
| 2014年（平成26年） | 1,337             |
| 2015年（平成27年） | 1,385             |
| 2016年（平成28年） | 1,355             |
| 2017年（平成29年） | 1,416             |
| 2018年（平成30年） | 1,469             |

## 車站周邊
- 境伊與久郵便局
- 群馬県立伊勢崎高等學校（日语：群馬県立伊勢崎高等学校）
- 保泉新城

## 相鄰車站
東武鐵道
 伊勢崎線
境町（TI 22）－剛志（TI 23）－新伊勢崎（TI 24）

## 外部連結
- 剛志（車站資訊） - 東武鐵道

1. ↑  .   [2017-10-27]. （原始内容存档于2017-07-31）.